# Östra Hamnkobben
Östra Hamnkobben är en ö i Finland. Den ligger i Skärgårdshavet och i kommunen Kimitoön i den ekonomiska regionen  Åboland i landskapet Egentliga Finland, i den sydvästra delen av landet. Ön ligger omkring 72 kilometer söder om Åbo och omkring 120 kilometer väster om Helsingfors.
Öns area är 0,8 hektar och dess största längd är 170 meter i nord-sydlig riktning.
Östra Hamnkobben ligger tillsammans med Norra Hamnkobben och Södra Hamnkobben runt det större skäret Maltskäret.